# Strade provinciali della provincia di Macerata
La rete delle strade provinciali si sviluppa per 1.463 km circa. La provincia gestisce le strade di sua competenza attraverso 6 unità operative a loro volta ripartite in 3 circoli ciascuna.
Questo è un elenco delle strade provinciali presenti sul territorio della provincia di Macerata, e di competenza della provincia stessa:
| Numero    | Denominazione                                                         | Percorso                                                   | Lunghezza (km) |
| --------- | --------------------------------------------------------------------- | ---------------------------------------------------------- | -------------- |
| SP 1      | Abbadia di Fiastra - Mogliano                                         | Abbazia di Fiastra - Mogliano                              | 12,170         |
| SP 2      | Apirese                                                               | San Severino Marche - Apiro                                | 29,458         |
| SP 3      | Apiro - Poggio San Vicino                                             | Apiro - Poggio San Vicino                                  | 6,369          |
| SP 4      | Apiro - Bivio Staffolo                                                | Apiro - Bivio Staffolo                                     | 4,342          |
| SP 5      | Acquacanina - Maddalena di Bolognola                                  | Acquacanina - Maddalena di Bolognola                       | 13,157         |
| SP 6      | Bagnolo - Beltrovato                                                  | Morrovalle - Monte San Giusto                              | 1,507          |
| SP 7      | Belforte - Caldarola                                                  | Belforte del Chienti - Caldarola                           | 2,965          |
| SP 8      | Bivio Gallo - Monte San Martino                                       | Bivio Gallo - Monte San Martino                            | 1,800          |
| SP 9      | Bivio La Casa - Cancelli                                              | SP 361 - Confine Provincia di Ancona                       | 3,351          |
| SP 10     | Bivio Vergini - Civitanova Marche                                     | Macerata - Civitanova Marche                               | 23,929         |
| SP 11     | Bivio Montenovo - Potentina                                           | Vergine di Macerata - SP 101                               | 2,373          |
| SP 12     | Bivio Rotelli - Gioacchino Murat                                      | Consalvi - Pollenza                                        | 8,612          |
| SP 13     | Borgo Santa Maria - Belforte                                          | Borgo Santa Maria - Belforte del Chienti                   | 1,125          |
| SP 14     | Braccano                                                              | SP 256 - SP 90                                             | 14,371         |
| SP 15     | Brondoleto                                                            | SP 361 - SP 256                                            | 9,953          |
| SP 16     | Caldarola - Camporotondo                                              | Caldarola - Camporotondo                                   | 3,837          |
| SP 17     | Camerino - Serravalle                                                 | Camerino - Serravalle                                      | 9,176          |
| SP 19     | Carrareccetta                                                         | Zona Industriale di Corridonia - Petriolo                  | 5,382          |
| SP 20     | Caspriano - Montecavallo (Piedelsasso)                                | SP 209 - Montecavallo                                      | 4,108          |
| SP 21     | Castelletta - Becerica                                                | SP 101 - SP 571                                            | 4,130          |
| SP 22     | Castelraimondo - Camerino                                             | Castelraimondo - Camerino                                  | 14,398         |
| SP 23     | Cervidone                                                             | Villa Strada - Cervidone                                   | 9,177          |
| SP 24     | Cimarella                                                             | Appignano - Macerata                                       | 3,210          |
| SP 25     | Cingolana                                                             | Macerata - Cingoli                                         | 21,261         |
| SP 26     | Cingoli - Apiro                                                       | Cingoli - Apiro                                            | 8,595          |
| SP 27     | Civitanova Marche - Fontespina                                        | Civitanova Marche - Fontespina                             | 3,225          |
| SP 28     | Corridonia - Colbuccaro                                               | Corridonia - Colbuccaro                                    | 7,096          |
| SP 29     | Collamato                                                             | Fiuminata - Confine Provincia di Ancona                    | 17,002         |
| SP 30     | Collattoni                                                            | Montecavallo - SP 96                                       | 11,425         |
| SP 31     | Colmurano - San Ginesio                                               | Colmurano - San Ginesio                                    | 9,582          |
| SP 33     | Corridonia - Monte San Giusto                                         | Corridonia - Monte San Giusto                              | 7,425          |
| SP 34     | Corridoniana                                                          | Piediripa - Confine Provincia di Fermo                     | 12,493         |
| SP 36     | Corridonia - Petriolo                                                 | Corridonia - Petriolo                                      | 4,789          |
| SP 40     | dell'Asola                                                            | SP 101 - SP 10                                             | 3,297          |
| SP 41     | Divina Pastora                                                        | Tolentino - Urbisaglia                                     | 3,785          |
| SP 42     | Elcito                                                                | Castelsampietro - Elcito                                   | 5,089          |
| SP 43     | Entoggese                                                             | Urbisaglia - Tolentino                                     | 12,837         |
| SP 44     | Ete Nuova                                                             | Loro Piceno - Confine Provincia di Fermo                   | 3,856          |
| SP 45     | Faleriense - Ginesina                                                 | Confine Provincia di Fermo - Camporotondo                  | 20,745         |
| SP 46     | Fermana                                                               | SP 485 - Monte San Giusto                                  | 8,211          |
| SP 47     | Fiastra - Bolognola                                                   | Fiastra - Bolognola                                        | 10,132         |
| SP 49     | Fiastrone                                                             | Belforte del Chienti - Camporotondo                        | 6,046          |
| SP 50     | Fonte delle Mattinate - Taverne                                       | SS 77 - SP 96                                              | 3,391          |
| SP 51     | Forcella                                                              | Colfiorito - Visso                                         | 31,422         |
| SP 52     | Frontale - Poggio San Vicino                                          | Frontale - Poggio San Vicino                               | 2,801          |
| SP 53     | Gioacchino Murat                                                      | Tolentino - Passo di Treia                                 | 8,289          |
| SP 54     | Gualdo - Penna San Giovanni                                           | Gualdo - Penna San Giovanni                                | 5,557          |
| SP 55     | Gualdo - Santa Croce                                                  | Gualdo - Santa Croce di San Ginesio                        | 6,666          |
| SP 56     | Gualdo - Sant'Angelo in Pontano                                       | Gualdo - Sant'Angelo in Pontano                            | 9,326          |
| SP 57     | Iesina                                                                | SP 25 - SP 362                                             | 9,396          |
| SP 58     | Lago di Fiastra                                                       | Polverina - SP 98                                          | 12,784         |
| SP 59     | Lambertuccia                                                          | SP 45 - Sarnano                                            | 3,573          |
| SP 60     | Le Grazie - Serrapetrona                                              | Le Grazie - Serrapetrona                                   | 6,637          |
| SP 61     | Loro - Macina                                                         | Loro Piceno - Macina                                       | 16,372         |
| SP 62     | Loro - Sant'Angelo in Pontano                                         | Loro Piceno - Sant'Angelo in Pontano                       | 8,179          |
| SP 63     | Maceratese                                                            | Macerata - Piediripa                                       | 2,830          |
| SP 64     | San Claudio - Abbazia                                                 | SP 485 - San Claudio                                       | 1,000          |
| SP 66     | Macereto                                                              | SP 137 - Ussita + Macereto - Fiastra                       | 26,860         |
| SP 67     | Macina - Monte San Giusto                                             | SP 34 - Monte San Giusto                                   | 7,027          |
| SP 69     | Massaprofoglio                                                        | SP 77 - Pievetorina                                        | 7,262          |
| SP 70     | Marina                                                                | Penna San Giovanni - Caselunghe                            | 6,027          |
| SP 71     | Matelica - Esanatoglia                                                | Matelica - Esanatoglia                                     | 4,147          |
| SP 72     | Mogliano - Fiume Ete                                                  | Mogliano - Confine Provincia di Fermo                      | 3,298          |
| SP 74     | Molino Zazzini - Montecosaro                                          | Montecosaro - Montecosaro Scalo                            | 5,493          |
| SP 75     | Montecanepino                                                         | Potenza Picena - Porto Potenza Picena                      | 7,648          |
| SP 76     | Montecassiano - Cimarella                                             | Montecassiano - SP 362                                     | 4,641          |
| SP 77     | Val di Chienti                                                        | Tolentino - Recanati                                       | 31,062         |
| SP 78     | Picena                                                                | Sforzacosta - Confine Provincia di Fermo                   | 36,020         |
| SP 79     | Montelago                                                             | Sefro - Serravalle                                         | 16,603         |
| SP 80     | Monte San Pietrangeli                                                 | Monte San Giusto - Monte San Pietrangeli                   | 3,435          |
| SP 81     | Montefano - Osteria Nuova                                             | Montefano - SP 362                                         | 4,515          |
| SP 82     | Montefano - Recanati                                                  | Montefano - Recanati                                       | 8,170          |
| SP 83     | Montedoro - Urbisaglia                                                | Montedoro - Urbisaglia                                     | 2,255          |
| SP 84     | Monte San Martino - Amandola                                          | Monte San Martino - Amandola                               | 6,018          |
| SP 86     | Morrovalle Scalo                                                      | Morrovalle - Trodica di Morrovalle                         | 4,045          |
| SP 87     | Passo Colmurano - Colmurano                                           | Passo Colmurano - Colmurano                                | 2,576          |
| SP 88     | Passo Morico - Pintura del Grillo                                     | Passo Morico - Pintura del Grillo                          | 6,010          |
| SP 89     | Passo Ripe - Ripe San Ginesio                                         | Passo Ripe - Ripe San Ginesio                              | 2,039          |
| SP 90     | Pian dell'Elmo                                                        | Frontale - Pian dell'Elmo                                  | 7,479          |
| SP 92     | Piane di Chienti                                                      | SS 77 - SP 125                                             | 3,410          |
| SP 93     | Piane di Potenza                                                      | Sambucheto - SP 21                                         | 9,932          |
| SP 94     | Pian Palente                                                          | SP 17 - SP 256                                             | 6,850          |
| SP 95     | Pievebovigliana - Cicconi di Fiastra                                  | Pievebovigliana - Cicconi di Fiastra                       | 6,292          |
| SP 96     | Pievetorina - Colfiorito                                              | Pievetorina - Colfiorito                                   | 13,914         |
| SP 97     | Pioraco - Sefro                                                       | Pioraco - Sefro                                            | 5,090          |
| SP 98     | Polverina - Fiastra                                                   | Polverina - Fiastra                                        | 10,674         |
| SP 99     | Pontelatrave - Fiordimonte                                            | Pontelatrave - Fiordimonte                                 | 5,151          |
| SP 100    | Porto Recanati - Numana                                               | Porto Recanati - Numana                                    | 4,652          |
| SP 101    | Potentina                                                             | Macerata - Porto Potenza Picena                            | 26,813         |
| SP 102    | Potenza Picena - Bivio Regina                                         | Potenza Picena - Bivio Regina                              | 3,826          |
| SP 103    | Rambona - San Giuseppe                                                | Rambona - San Giuseppe                                     | 6,688          |
| SP 104    | Recanati - Montelupone                                                | Recanati - Montelupone                                     | 3,024          |
| SP 105    | Recanati - Osimo                                                      | Recanati - Confine Provincia di Ancona                     | 4,837          |
| SP 106    | Recanati - Porto Recanati                                             | Recanati - Porto Recanati                                  | 2,854          |
| SP 107    | Romana                                                                | Passo di Treia - Treia                                     | 1,495          |
| SP 108    | Rotelli                                                               | Macerata - Passo di Treia                                  | 8,353          |
| SP 109    | Rotelli Prosecuzione                                                  | SP 53 - SP 361                                             | 0,253          |
| SP 110    | San Claudio e Prosecuzione                                            | Abbazia di San Claudio - Morrovalle                        | 0,397          |
| SP 111    | San Faustino                                                          | SP 25 - San Faustino                                       | 6,668          |
| SP 112    | San Liberato                                                          | SP 78 - San Liberato                                       | 5,281          |
| SP 113    | Sant'Angelo - Monte San Martino                                       | Sant'Angelo - Monte San Martino                            | 17,688         |
| SP 114    | Santa Sperandia                                                       | Grottaccia - SP 502                                        | 9,201          |
| SP 115    | Sant'Ilario                                                           | SP 98 - SP 209                                             | 14,810         |
| SP 117    | Sant'Urbano                                                           | Apiro - Abbazia di Sant'Urbano                             | 5,191          |
| SP 118    | San Valentino                                                         | Convento - Loro Piceno                                     | 4,674          |
| SP 119    | Sarnano - Gualdo                                                      | Sarnano - Gualdo                                           | 7,864          |
| SP 120    | Sarnano - Sassotetto - Bolognola                                      | Sarnano - Bolognola                                        | 21,572         |
| SP 122    | Settempedana - Gagliole - Matelica                                    | Selvalagli - Matelica                                      | 10,748         |
| SP 123    | Sorbelli                                                              | Porto Recanati - Loreto                                    | 3,052          |
| SP 124    | Stazione di Pollenza - Pollenza - Passo di Treia                      | Stazione di Pollenza - Passo di Treia                      | 7,363          |
| SP 125    | Tolentino - Abbadia di Fiastra                                        | Tolentino - Abbadia di Fiastra                             | 10,515         |
| SP 126    | Tolentino - San Ginesio                                               | Tolentino - San Ginesio                                    | 14,416         |
| SP 127    | Tolentino - San Severino                                              | Tolentino - San Severino                                   | 8,502          |
| SP 128    | Treiese                                                               | Passo di Treia - Appignano                                 | 11,381         |
| SP 129    | Urbisaglia - Colmurano                                                | Urbisaglia - Colmurano                                     | 3,971          |
| SP 130    | Ussita - Castelsantangelo                                             | Ussita - Frontignano                                       | 13,626         |
| SP 131    | Vanni                                                                 | Abbadia di Fiastra - Mogliano                              | 5,522          |
| SP 132    | Varanese                                                              | Camerino - Sfercia                                         | 7,084          |
| SP 133    | Via degli Orti                                                        | Sarnano - Gualdo                                           | 0,592          |
| SP 134    | Visso - Castelsantangelo                                              | Visso - Castelsantangelo                                   | 7,400          |
| SP 135    | Visso - Ussita                                                        | Visso - Ussita                                             | 5,047          |
| SP 136    | Pian Perduto                                                          | Castel Sant'Angelo - Confine Provincia di Perugia          | 12,837         |
| SP 137    | Ex SS 209 Valnerina                                                   | Pievetorina - Visso                                        | 7,516          |
| SP 138    | Canto Chienti                                                         | SP 98 - Fiordimonte                                        | 3,700          |
| SP 139    | Botontano                                                             | Botontano - Appignano                                      | 5,240          |
| SP 140    | Cervara                                                               | SP 26 - SP 502                                             | 4,157          |
| SP 141    | Cimitero Palentuccio - Sant'Erasmo - Seppio                           | Palentuccio - Seppio                                       | 7,795          |
| SP 144    | Corta per Recanati                                                    | Montelupone - Recanati                                     | 1,394          |
| SP 145    | Coste e Corta di Colmurano                                            | Paterno - Cimitero di Colmurano                            | 6,334          |
| SP 147    | di Pievefavera                                                        | SP 502 - Valcimarra                                        | 3,360          |
| SP 150    | Gioco                                                                 | Urbisaglia - SP 78                                         | 0,673          |
| SP 151    | Traversa San Firmano                                                  | SP 93 - SP 571                                             | 2,414          |
| SP 153    | Le Poggiole                                                           | Castel Sant'Angelo - SP 130                                | 1,315          |
| SP 156    | Monte Prata                                                           | SP 136 - Monte Prata                                       | 2,210          |
| SP 157    | Montioli                                                              | SP 78 - Bivio Maddalena                                    | 8,520          |
| SP 160    | Poggio - Fiegni                                                       | Poggio - Fiegni                                            | 2,618          |
| SP 161    | Poggio San Vicino - Pian dell'Elmo                                    | Poggio San Vicino - Pian dell'Elmo                         | 2,870          |
| SP 162    | Pollenza - Casette Verdini                                            | Pollenza - Casette Verdini                                 | 4,198          |
| SP 163    | Pioraco - Ponte Cannaro - Seppio                                      | Ponte Cannaro - Seppio                                     | 3,045          |
| SP 164    | Ponte Pecolle - Mattatoio                                             | Ponte Pecolle - Mattatoio                                  | 0,500          |
| SP 166    | Salti                                                                 | Sant'Angelo in Pontano - Confine Provincia di Fermo        | 5,904          |
| SP 169    | San Lorenzo                                                           | Treia - San Lorenzo                                        | 8,560          |
| SP 170    | San Maroto - Fiegni                                                   | San Maroto - Fiegni                                        | 2,884          |
| SP 171    | San Vittore                                                           | San Vittore - Confine Provincia di Ancona                  | 1,513          |
| SP 172    | Serra di Montecassiano                                                | SP 76 - SP 361                                             | 2,598          |
| SP 173    | Serra di Appignano                                                    | Grottaccia - SP 57                                         | 3,490          |
| SP 177    | Val Musone                                                            | Confine Provincia di Ancona - SP 502                       | 4,144          |
| SP 178    | Vanni Prosecuzione                                                    | SP 61 - SP 131                                             | 0,112          |
| SP 180    | Tratto Ex SS 77 Tolentino - Camerino                                  | Tolentino - Camerino                                       | 16,141         |
| SP 181    | Variante Villa Potenza                                                | SP 77 - SP 77                                              | 2,600          |
| SP 209    | Valnerina                                                             | Visso - Muccia                                             | 22,802         |
| SP 256    | Muccese                                                               | Muccia - Matelica                                          | 30,333         |
| SP 361    | Septempedana                                                          | Confine Provincia di Ancona - Confine Provincia di Perugia | 80,711         |
| SP 362    | Macerata - Jesi                                                       | Confine Provincia di Ancona - Villapotenza                 | 13,104         |
| SP 485    | Civitanova - Macerata                                                 | Civitanova Marche - Sforzacosta                            | 22,363         |
| SP 502    | di Cingoli                                                            | Confine Provincia di Ancona - SP 78                        | 62,564         |
| SP 571    | Helvia Recina                                                         | Porto Recanati - SP 77                                     | 14,717         |
| SP 3/VII  | Fiastra - Fiegni                                                      | Fiastra - Fiegni                                           | 4,674          |
| SP 4/VII  | Soffiano - San Liberato                                               | Soffiano - San Liberato                                    | 0,735          |
| SP 5/VII  | Rustano                                                               | SP 256 - SP 15                                             | 3,630          |
| SP 7/VII  | Bivio Agolla - Agolla - Montelago                                     | SP 97 - Montelago                                          | 7,829          |
| SP 8/VII  | Serrapetrona - Torre Beregna                                          | Serrapetrona - Torre Beregna                               | 11,320         |
| SP 9/VII  | Mulini                                                                | SP 361 - Gagliole                                          | 2,997          |
| SP 91-48  | Pian di Pieca - Monastero - Fiastra e Fiastra - Diga Enel - Monastero | Pian di Pieca - Fiastra                                    | 17,046         |
| SP 11/VII | Piangiano                                                             | SP 361 - Treia                                             | 6,060          |
| SP 13/VII | Rocchetta - Rambona (San Severino)                                    | SP 361 - SP 53                                             | 6,385          |
| SP 25 Var | Variante Cingolana                                                    | SP 25 - SP 25                                              | 1,631          |
| SP 77 bis | Montecassiano - Sambucheto                                            | Montecassiano - Sambucheto                                 | 3,690          |
| SP 78 bis | Montecosaro Scalo - Montegranaro                                      | Montecosaro Scalo - Montegranaro                           | 1,466          |